# 1969 na ciência

## Eventos
- É fundada a Universidade Federal de Ouro Preto.
- Fundação da Sociedade Brasileira de Matemática.
- 20 de julho - Neil Armstrong, dos Estados Unidos é o primeiro homem a pisar na Lua, na missão da Apollo 11.
- 19 de novembro - A Apollo 12 pousa na Lua. Foi a segunda missão do Programa Apollo a pousar na superfície da Lua e a primeira a fazer um pouso de precisão num ponto pré-determinado do satélite, a fim de resgatar partes de uma sonda não tripulada enviada dois anos antes, a Surveyor 3, e trazer partes dela de volta à Terra, para estudos do efeito da permanência lunar sobre o material empregado no artefato[1].

## Nascimentos
| Data           | Nome              | Profissão                  | Nacionalidade  | Observações | Ref |
| -------------- | ----------------- | -------------------------- | -------------- | ----------- | --- |
| 18 de março    | Eric W. Weisstein | astrónomo e enciclopedista | Estados Unidos |             |     |
| 28 de dezembro | Linus Torvalds    | informático                | Finlândia      |             |     |

## Mortes
| Data           | Nome                       | Profissão                      | Nacionalidade             | Observações                                                                                        | Ref   |
| -------------- | -------------------------- | ------------------------------ | ------------------------- | -------------------------------------------------------------------------------------------------- | ----- |
| 9 de junho     | Harold Davenport           | matemático                     | Reino Unido               | n. 1907 Medalha Sylvester 1967                                                                     | [ 2 ] |
| 17 de junho    | Enrico Persico             | físico                         | Itália                    | n. 1900                                                                                            |       |
| 7 de agosto    | Otto Stern                 | físico                         | Alemanha / Estados Unidos | n. 1888 Nobel da Física 1943                                                                       | [ 3 ] |
| 9 de agosto    | Cecil Frank Powell         | físico                         | Reino Unido               | n. 1903 Nobel da Física 1950 Medalha Hughes 1949 Medalha de Ouro Lomonossov 1967 Medalha Real 1961 |       |
| 26 de agosto   | Reinhard Maack             | geólogo e explorador           | Alemanha                  | n. 1892                                                                                            |       |
| 4 de setembro  | Marcel Riesz               | matemático                     | Hungria                   | n. 1886                                                                                            |       |
| 16 de setembro | Henry Fairfield Osborn, Jr | naturalista e conservacionista | Estados Unidos            | n. 1887                                                                                            |       |
| 25 de setembro | Paul Scherrer              | físico                         | Suíça                     | n. 1890                                                                                            |       |
| 4 de outubro   | Léon Brillouin             | físico                         | França                    | n. 1889                                                                                            |       |
| 21 de outubro  | Wacław Sierpiński          | matemático                     | Polónia                   | n. 1882                                                                                            |       |
| 2 de dezembro  | José María Arguedas        | escritor e antropólogo         | Peru                      | n.1911                                                                                             |       |
| 27 de dezembro | Serafim Leite              | historiador                    | Portugal                  | n. 1890                                                                                            |       |
| ??             | Gioconda Mussolini         | antropóloga                    | Brasil                    | n. 1913                                                                                            |       |

## Prémios

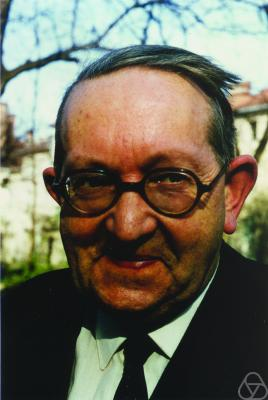
Harold Davenport
(1907 - 1969)

### Medalha Bigsby
- Richard Gilbert West

### Prêmio Memorial Bôcher
- Isadore Singer[4]

### Medalha Bruce
- Horace W. Babcock

### Medalha Copley
- Peter Brian Medawar[5]

### Medalha Davy
- Frederick Sydney Dainton

### Medalha Real
- Engenharia elétrica - Charles William Oatley[6]
- Bioquímica - Frederick Sanger[6]
- Oceanografia - George Edward Raven Deacon[6]

### Prémio Nobel
- Física - Murray Gell-Mann
- Química - Derek Barton e Odd Hassel
- Fisiologia ou Medicina - Max Delbrück, Alfred Hershey e Salvador Luria
- Literatura - Samuel Beckett.
- Economia - Ragnar Anton Kittil Frisch e Jan Tinbergen